# Đảo chính Ukraina (1918)
Cuộc đảo chính Ukraine năm 1918 hay Cuộc đảo chính Hetman (tiếng Ukraina: Гетьманський переворот, đã Latinh hoá: Hetmanskyi perevorot) là một cuộc đảo chính quân sự vào ngày 29 tháng 4 năm 1918. Thời điểm đó, nông dân và các địa chủ trung thành với trung tướng Ukraina Pavlo Skoropadskyi, với sự hỗ trợ của Đế quốc Đức, đã phát động một đảo chính chống lại chính phủ của Cộng hòa Nhân dân Ukraina, loại bỏ Hội đồng Trung ương và bầu Skoropadskyi làm Hetman.